# Вейс, Макс
Макс Вейс (Микша Вайс, Микша Вейсс; нем. Max Weiß; венг. Miksa Weisz; 21 июля 1857, Середь — 14 марта 1927, Вена) — австро-венгерский шахматист и шахматный автор. По национальности еврей.
Первых успехов добился в Венском шахматном клубе. С 1882 выступал во многих международных турнирах: Вена (1882) — 10-е; Нюрнберг (1883) — 10-11-е; Гамбург (1885) — 2-6-е места (с Дж. Блэкберном, Дж. Мэзоном, 3. Таррашем и Б. Энглишем). Наивысшие успехи: Франкфурт-на-Майне (1887) — 2-3-е (с Дж. Блэкберном); Нью-Йорк (1889) — 1-2-е (дополнительный матч за 1-е место с М. Чигориным: +0 −0 =4). В 1895 выиграл матч у Г. Марко — 6 : 2 (+5 −1 =2). С 1896 занимался литературной деятельностью.

## Книги
- «Caissa Bambergensis!», Bamberg, 1902;
- 200 in Problemturnieren ausgezeichnete Zweizüger, Ansbach, 1903;
- 240 Schachaufgaben von W. A. Shinkman, Potsdam, [1903];
- 150 Schachkuriositäten, gesammelt von Problematicus, Lpz., 1910;
- 150 Schachaufgaben von S. Loyd, 2 Aufl., В., 1912;
- Schachscherze, Mühlhausen, [1916];
- «Schachmeisterstreiche», Mühlhausen, [1918];
- Kleines Schachspiel-Lehrbuch, Mühlhausen, 1920;
- Theoretische Eröffnungen des Schachspiels, Ravensburg, [1938].